# Cleora nigrifrons
Cleora nigrifrons là một loài bướm đêm trong họ Geometridae.